# Jazzology Records
Jazzology Records is een Amerikaans jazz-platenlabel, dat gespecialiseerd is in traditionele jazz en blues.
Het platenlabel werd in 1949 opgericht door de Amerikaan George H. Buck, die nog steeds de baas is. Het label is gevestigd in New Orleans. Buck heeft nog enkele andere platenlabels, waaronder GHB Records en Circle Records, een label voor bigband-muziek. 'Jazzology Records' wordt vaak gebruikt om elk van deze labels aan te duiden. Eind jaren zestig nam Jazzology Records de labels Southland Records over. In 1990 volgde American Music Records. Artiesten wier muziek op Jazzology (opnieuw) werd uitgebracht, zijn onder meer Duke Ellington, James P. Johnson en Fats Waller.